# (30826) Coulomb
(30826) Coulomb – planetoida z grupy pasa głównego asteroid okrążająca Słońce w ciągu 5 lat i 105 dni w średniej odległości 3,03 j.a. Została odkryta 10 października 1990 roku w Karl Schwarzschild Observatory w Tautenburgu przez Freimuta Börngena i Lutza Schmadela. Nazwa planetoidy pochodzi od Charlesa-Augustina de Coulomba (1736-1806), wybitnego francuskiego fizyka. Przed nadaniem nazwy planetoida nosiła oznaczenie tymczasowe (30826) 1990 TS1.